# Manuel Ayaso

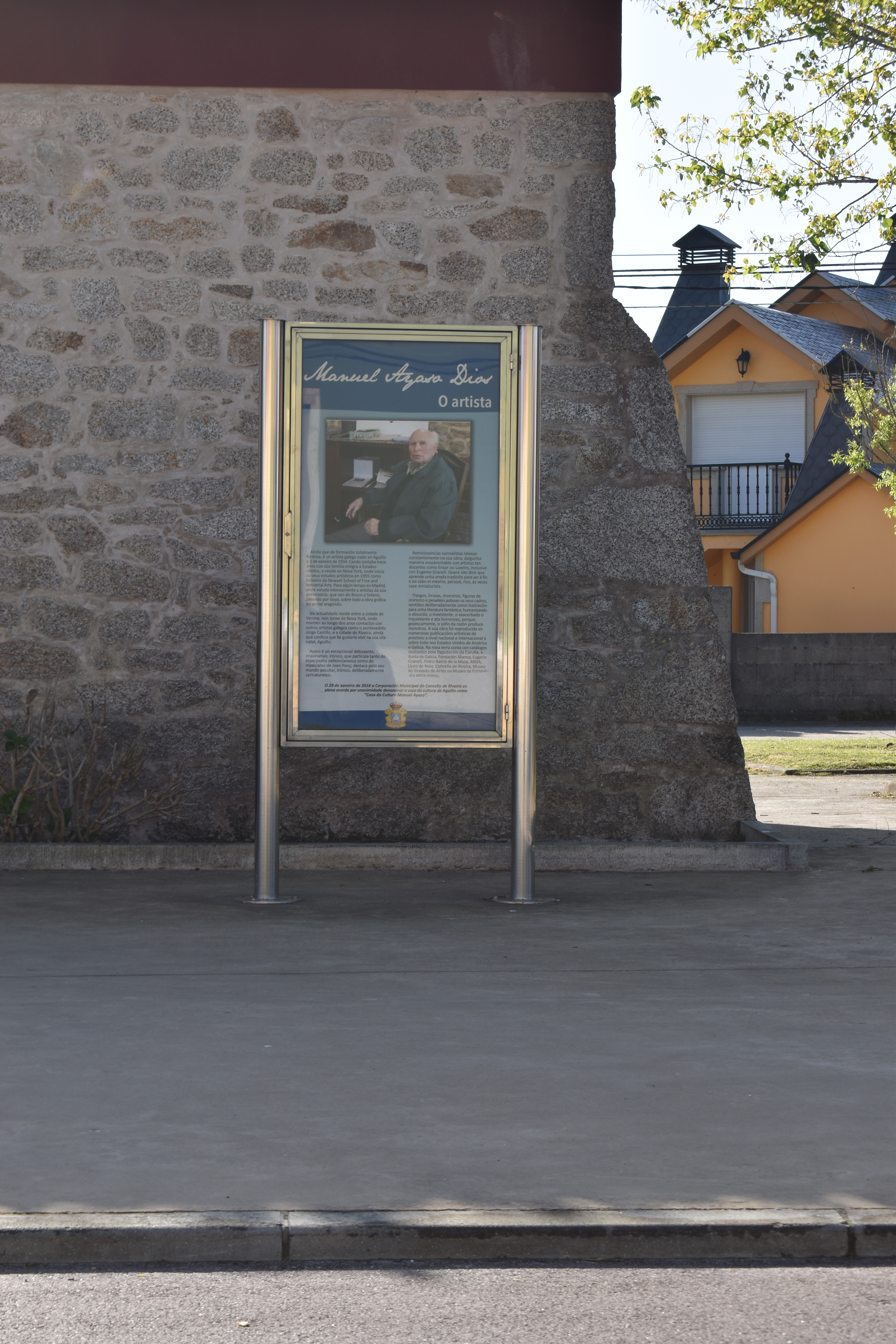
Panel informativo sobre Manuel Ayaso en Aguiño.

Manuel Ayaso Dios (Aguiño, 1 de enero de 1934-ibídem, 15 de mayo de 2023) fue un pintor español de estilo expresionista con múltiples referencias surrealistas.

## Biografía

### Primeros años
A los 13 años emigra a Estados Unidos y se instala en la ciudad de Newark (Nueva Jersey). De 1947 a 1949 estudia en la escuela “Lafayette Street School”  donde aprende inglés. Es aquí donde empieza a potenciar su pasión por el dibujo. En 1949 ingresa en la exclusiva escuela de Arte y Música “Arts High School” graduándose en 1953. Cuando terminó la escuela, le concedieron su primera beca para seguir estudiando arte en “The New Jersey School of Fine and Industrial Arts” en Newark, donde estudia Bellas Artes durante tres años. 
De 1956 hace el servicio militar en el Tercer Ejército de los Estados Unidos. Allí, expresa su talento haciendo la publicidad de todos los eventos, catálogos, carteles, etc. En 1959 hace su primer viaje a España, donde visita por primera vez el Museo del Prado, donde descubrirá nuevas referencias e influencias para su futuro trabajo en artista como: Francisco de Goya, El Bosco, Luis de Morales etc…

### Carrera
Un año más tarde, ya en Estados Unidos, empieza a exponer su obra en la famosa galería de arte de Nueva York, “Cober Gallery” y obtiene el Premio "Trubeck" del Monclair Art Museum. En 1962, le conceden la beca “Tiffany Foundation Scholarship Award in Painting”, por lo que se traslada a Galicia, esta vez durante un año y medio. A su regreso, ficha por la "Forum Gallery" en Nueva York y su actividad expositiva se ve intensificada en las décadas de los setenta y ochenta.
En los años 90 empieza a ser reconocido como pintor gallego. En 1997, realiza su primera exposición en la "Casa de la Parra" en Santiago de Compostela, siendo toda una revelación artística, ya que, hasta ese momento, era prácticamente desconocido para el público español.
A lo largo de su trayectoria su obra se ha incorporado a destacadas colecciones como la del Museo Whitney de Nueva York, Universidad de Massachusets o la de la Universidad de Oregón, así como a distintas fundaciones privadas de América, Israel y México.

## Exposiciones
- 1961, 1962, 1963, 1965, 1966, 1968, Cober Gallery, Nueva York.
- 1961, 1963, 1964, 1965, 1967, "Annual Exhibition of American Painting Watercolors, Prints and Drawings" y "Annual exhibition of American Painting and Sculpture", Pensylvania Academy of Fine Arts, Philadelphia.
- 1961, 1962, "Drawings U.S.A" en University of Wisconsin, Madison, Wisconsin and Tennessee Fine Arts Center, Nashville, Tennessee.
- 1961, 1963, "Drawings U.S.A" St Paul Gallery and Schools of Arts, St Paul, Minnesota.
- 1962, 1964, "Watercolors by U.S Artists", Virginia Museum of Fine Arts, Richmond, Virginia.
- 1962, 1963, 1965, 1971, "An Exhibition of Contemporany American Artists" en The National Institute of Arts and Letters, Academy Art Gallery, Nueva York.
- 1962, 1963, 1965, 1966, Marion Koogler McNay Museum, San Antonio, Texas.
- 1963, Recent Acquisitions Exhibition, Whitney Museum of American Art, Nueva York.
- 1963, 22nd Biennial International Watercolor, Brooklyn Museum, Nueva York.
- 1963, O Neo, Humanismo en el dibujo de los Estados Unidos, Italia y México, Universidad de México, Ciudad de México.
- 1964, Fort Worth Art Center, Fort Worth, Texas.
- 1964, Worlds Fair, Nueva York.
- 1965, State University of N.Y, Oswego, Nueva York.
- 1965, "Annual Butler Institute of American Art Exhibition", Youngstown, Ohio.
- 1965, "New Jersey and the Artist", New Jersey State Museum, Trenton, Nueva Jersey.
- 1966, "Three Centuries of Art in New Jersey". The Monmouth Museum, Red Bank, Nueva Jersey.
- 1966, "Religious Simbols used by Artists Past and Present", Hofstra University, Nueva York.
- 1966, "Contemporany Drawings", IBM Gallery, Nueva York.
- 1965, 1966, "The Drawings Society", American Federation of the Arts.
- 1970, 1978, Forum Gallery, Nueva York.
- 1974, "Artists for Justice", Town Hall, Nueva York.
- 1976, "Contemporany American Spiritual Art", Exposición del Vaticano, Museo de Arte Contemporáneo del Vaticano, Roma.
- 1980, "The Collectors Eye", Laguna Beach Museum of Art, California.
- 1985, 1986, "The Fine Line: Drawing with Silver in America", en  Norton Gallery of Art, West Palm Beach, Florida, Pensacola Museum of Art, Pensacola, Florida, en Arkansas Art Center, Little Rock, Arkansas y en Museum of Fine Arts, Springfield, Massachusetts.
- 1986, "Surrealism after Surrealisms", The Arkansas Arts Center, Little Rock, Arkansas.
- 1987, "Second Annual International Exhibition of Miniature Art", Bello Gallery, Toronto, Canadá.
- 1987, 1988, "American Traditions in Watercolor", The Worcester Art Museum Collection, Worcester Art Museum, Worcester, Massachusetts.
- 1992, 1993, "Objects and Drawings from the Sanford M. and Diane Besser Collection".
- 1994, "Exposición Xunta de Galicia", Casa de Galicia, Madrid.
- 1995, Exposición internacional "Works on Paper", Park Avenue Armory, Nueva York.
- 1997, Casa de Parra, Santiago de Compostela.
- 2005, Museo do Gravado a Estampa Dixital, Artes, Ribeira, La Coruña.
- 2007, Asociación de Artistas Plásticos Galegos, Santiago de Compostela.
- 2010, "II Premio Atlante". Exposición Internacional. Museo do Gravado a Estampa Dixital, Artes, Ribeira, La Coruña.
- 2013, "Homenaje a los sueños de la razón". Galería La Catedral, Lugo, Galicia.
- 2019, "Ego Sum". Galería La Catedral, Lugo, Galicia.
- 2020, "Reflexos da Costa da Morte". Centro Cultural Lustres Rivas, Ribeira, La Coruña.
- 2023, "Testemuña do Invisible". Palacio Municipal de María Pita, La Coruña.

## Premios
- 1960, Premio Trubeck (Monclair Art Museum)
- 1961, Premio Purchase (Newark Museum)
- 1961, Russel T. Mount Award (Montclair Art Museum)
- 1961, Premio Purchase (St Paul Gallery and School of Art)
- 1962, Premio de Pintura Fundación Tiffany
- 1964, Primer Premio, N.J Artists Triennial (Newark Museum)
- 1964, Honorable Mention, N.J Artists Triennial (Newark Museum)
- 1964, Ford Foundation Purchase
- 1966, Primer Premio, Prints and Drawings: Work by Essex County Artists
- 1966, Premio Purchase (N.J State Museum)
- 1968, Premio Purchase  (N.J State Museum)
- 1968, Childe Hassam Purchase Award (Nat. Inst. of Arts and Letters)
- 1987, Honorable Mention, 2nd Annual International Exhibition of Miniature Art (Del Bello Gallery)
- 2007, III Paleta de Prata (Arga)
- 2021, Premio de Artes Plásticas (Premio da Crítica de Galicia)